# Luise-Henriette-Gymnasium
Das Luise-Henriette-Gymnasium (LHG) ist eine Schule im Berliner Ortsteil Tempelhof des Bezirks Tempelhof-Schöneberg. 1895 übernahm die Gemeinde Tempelhof eine bestehende private Mädchenschule in der Dorfstraße 44 (heute: Alt-Tempelhof 29), die beständig größer wurde und zweimal umzog, zuletzt 1916 in ihr derzeitiges Gebäude in der Germaniastraße 4–6.
1911 erhielt sie den Namen Luise-Henriette-Schule nach der Kurfürstin Luise Henriette von Oranien. 1928 wurde sie Realgymnasium und die Schülerinnen konnten hier die Reifeprüfung ablegen. 1948 wurde sie eine koedukative Schule. 1965 wurde sie nach dem Hamburger Abkommen von 1964 in ein Gymnasium umgewandelt.

## Organisation und Angebote
Üblicherweise ist das Luise-Henriette-Gymnasium vierzügig und beginnt mit der 7. Klasse, nur während der Sanierung 2017 bis 2023 hat sie vorübergehend nur drei Klassen pro Jahrgang.
Als besonderes Angebot wird in der 7. Klasse Schwimmunterricht angeboten.
Erste Fremdsprache ist für alle Schüler Englisch. In der siebten Klasse wählen die Schüler entweder Französisch oder Spanisch als zweite Fremdsprache, ab der achten Klasse ist als Wahlpflichtfach Latein sowie ebenfalls Französisch oder Spanisch als dritte Fremdsprache möglich.
Die Schule verfügt über einen gut ausgestatteten Musikbereich und eine durch eine Schülerredaktion herausgegebene Schülerzeitung Henry & Luise.

## Zusammenarbeit
In der Gymnasialen Oberstufe arbeitet das Luise-Henriette-Gymnasium mit dem Eckener-Gymnasium und dem Askanischen Gymnasium zusammen.

## Geschichte
Ein privates Bildungsinstitut wurde in einem heute nicht mehr existierendem Haus in der Dorfstraße 44 von einem Dr. Döring gegründet.
Am 1. Oktober 1895 wurde das private Bildungsinstitut von der Gemeinde Tempelhof übernommen. Die 36 Schülerinnen wurden von drei Lehrerinnen betreut. Unterrichtet wurde in den Fächern Religion, Deutsch, Französisch, Englisch, Geschichte, Geografie, Rechnen, Naturkunde, Gesang, Schreiben, Handarbeit und Turnen. Die Ausbildung begann mit der Vorschule und endete nach neun Schulbesuchsjahren. Somit konnte eine vollständige Lyzealausbildung absolviert werden, die mit der Mittleren Reife abgeschlossen wurde. Von 1896 bis 1905 stieg die Anzahl der Schülerinnen von 36 auf über 100.
Die erste kommissarische Leiterin der Schule wurde Toni Geest, die 1892 an der Königlichen Augustaschule die Schulvorsteherinnenprüfung abgelegt hatte. Sie behielt diese Position bis zum 12. Oktober 1904 inne. Ihre Eheschließung bedingte die Berufsaufgabe. Am 12. Oktober 1904 wurde die neue Schulvorsteherin, Laura Hoffmann, vereidigt.

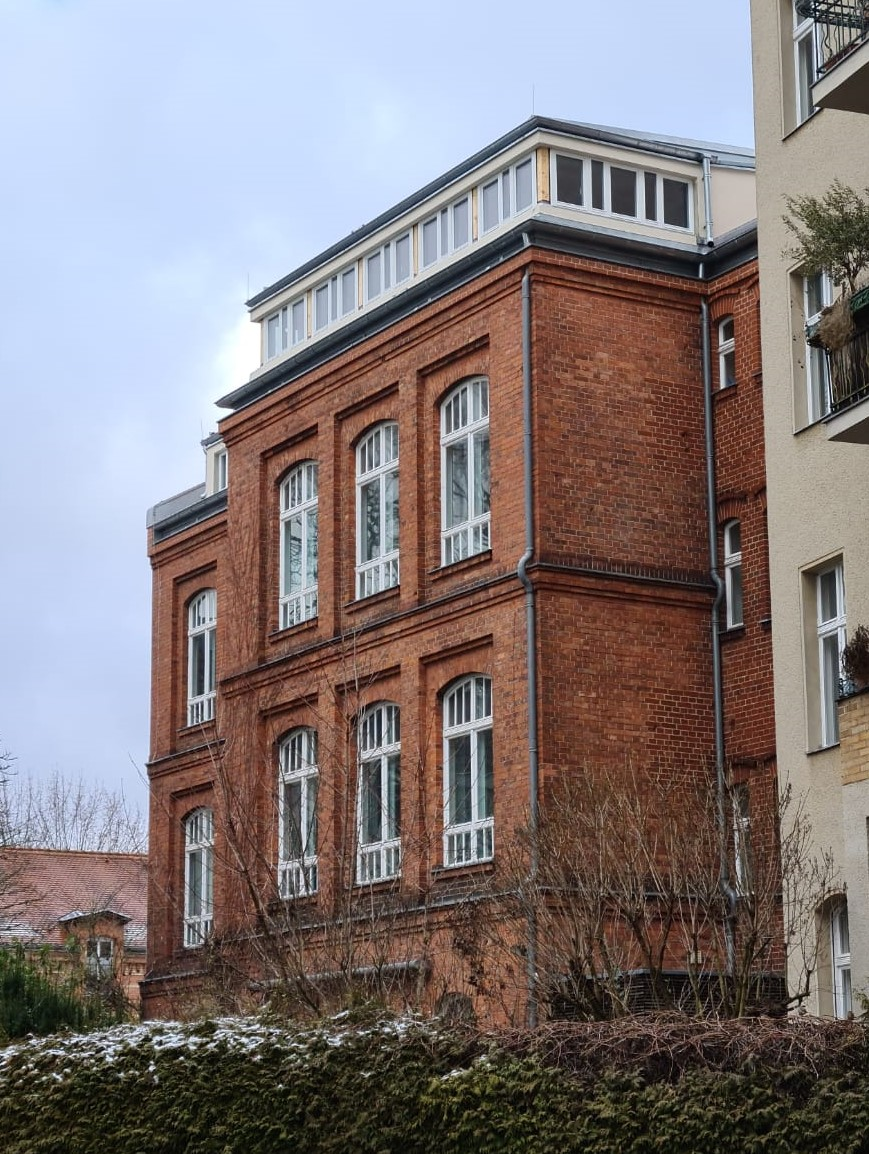
Ehemaliges Gebäude bis 1916

Die beengten Verhältnisse in der ehemaligen Privatschule ließen bei steigender Zahl der Schülerinnen einen Umzug in ein größeres Gebäude als notwendig erscheinen. Das damalige Schulgebäude ist heute noch aufzufinden. Es handelt sich um ein Haus in der Dorfstraße 17, das vom Reinhardtplatz aus zugänglich ist. In dem neuen Schulgebäude lernten nun 180 Schülerinnen. Noch heute zeigt es sich in seiner unveränderten Backsteinfassade. Später wurde das Gebäude als Arbeitsamt genutzt. Heute ist es Kita und Hort.
Im Februar 1908 wurde in der Gemeindevertretersitzung beschlossen zum April 1908 eine Direktorenstelle zu schaffen. Diese wurde am 7. April 1910 von Heinrich Brinker übernommen. Zum Lehrerkollegium gehörten zu dieser Zeit elf Frauen und fünf Männer.
Neben dem neuen Direktor sollte die Schule nun auch einen neuen Namen bekommen. Inhaltlich ist der Name Luise-Henriette naheliegend. Es war der Name einer prominenten Persönlichkeit, die mit dem Ort in Beziehung stand und für eine Mädchenschule geeignet war. Dass Luise Henriette von Oranien (Kurfürstin von Brandenburg) Besitzerin des Gutes Tempelhof war, stellte die örtliche Nähe her. Dass sie für ihre Zeit eine fortschrittliche und gebildete Persönlichkeit war, ergab die Vorbildfunktion.
Die Schülerinnenzahl stieg bis 1913 auf 402. Schon im Jahr 1912 hatte die Gemeinde an der Germaniastraße ein Grundstück für die Luise-Henriette-Schule erworben. Die Bauarbeiten waren in Gange. Am 4. Dezember 1913 beschloss nun die Gemeindevertretung, die Luise-Henriette-Schule zum 1. April 1914 zu einem Oberlyzeum zu erweitern. Mit 18 Klassen und etwa 470 Schülerinnen plante die Schule für den Herbst 1914 den Umzug aus den beengten Räumen der alten Mädchenschule in den neuen Bau. Durch den Ausbruch des Ersten Weltkriegs verzögerte sich der Umzug um fast zwei Jahre.
Im März 1928 wurde die Schule durch Ministerialerlass „als Studienanstalt der realgymnasialen Richtung“ anerkannt. Jedenfalls fanden am 15. und 16. Februar 1928 die ersten Reifeprüfungen einer Oberprima statt. Alle zehn Teilnehmerinnen bestanden das Examen.
Nach der Machtübernahme durch die Nationalsozialisten wurden jüdische und sonst politisch unliebsame Lehrer auf der Basis des Gesetzes zur Wiederherstellung des Berufsbeamtentums von 1933 entlassen. Der Lehrplan änderte sich im Sinne der Machthaber. Ab 1940 fand der Unterricht nur noch eingeschränkt statt, weil beispielsweise wegen Kohlemangels nicht geheizt werden konnte oder die Turnhalle mit Getreide für die Versorgung der Stadt belegt war.
Ende August 1943 wurden die Schülerinnen wegen der Bedrohung durch den alliierte Luftangriffe geschlossen und in ein KLV-Lager in Sompolno (Reichsgau Wartheland, Kreis Warthbrücken) evakuiert. Das Lager löste sich im September 1944 auf, die Schülerinnen schlugen sich allein zurück nach Berlin durch.
Die Schule blieb auch nach 1945 eine gymnasiale Einrichtung, wurde aber aus schulpolitischen Gründen in ‚Luise-Henriette-Schule‘ umbenannt und war eine ‚OWZ‘ (Oberschule wissenschaftlichen Zweigs).
Über den Zeitraum 1948 bis Ende des 20. Jahrhunderts ist bisher nicht viel geforscht und dokumentiert.
Später erhielt sie den Namen ‚Luise-Henriette-Gymnasium‘, da sie sonst nicht als Gymnasium identifiziert werden konnte.

## Gebäude
Das Gebäude auf dem Grundstück Germaniastraße 4–6 und Götzstraße 19 wurde vom Architekten Fritz Bräuning 1913/1914 geplant und gebaut und nach kriegsbedingten Verzögerungen 1916 bezogen.
Das Gebäude ist als Einzeldenkmal in der Berliner Denkmalliste verzeichnet.
Bräuning entwarf eine Dreiflügelanlage mit rückwärtig angesetztem Klassentrakt. Der Schul- und Spielhof an der Germaniastraße, durch eine Kolonnade vom Straßenverkehr abgeschirmt, wurde links von einem Seitenflügel mit Aula und Turnhalle und rechts vom Lehrerwohnhaus begrenzt. Die Flügelbauten, die niedriger waren als das Hauptgebäude, um zur benachbarten Blockrandbebauung überzuleiten, wurden im Zweiten Weltkrieg zerstört.
Der viergeschossige, mit Backstein verkleidete Klassentrakt mit Walmdach, rhythmisch gruppierten Sprossenfenstern und gliedernden Gesimsen ist eher schlicht gehalten. Inschriftenbänder nennen den Namen der Schule und das Baujahr. Das Erscheinungsbild ist vom gestalterischen Rahmen des städtischen Wohnhauses bestimmt. Der Architekt orientierte sich an der bürgerlichen Baukunst des frühen 19. Jahrhunderts, doch nach der Zerstörung der Flügelbauten, die mit spätbarocken und klassizistischen Architekturformen anmutig gestaltet waren, ist nur noch wenig davon zu sehen. Der linke Seitenflügel mit Turnhalle und Aula wurde 1958–1962 wieder aufgebaut und dabei gestalterisch dem Hauptgebäude angepasst.
Wie Bräuning für eine künstlerisch anspruchsvolle Ausstattung sorgte, zeigt der in der ursprünglichen Gestalt erhaltene Eingangsbereich, der mit Stuckmarmor und antikischen Reliefs festlich ausgeschmückt ist. Das Hauptgebäude wird durch einen Mittelflur erschlossen, der an seinem westlichen Ende durch einen halbrunden, durchfensterten Erker belichtet wird. Außen ist der viergeschossige Erker mit einer barock anmutenden Haube versehen. Um zum rückwärtigen Klassentrakt und zur Aula überzuleiten, erweitert sich der Mittelflur an seinem östlichen Ende zu einer Halle. Bräuning ordnete dort Trinkbrunnen aus Marmor an. Die Halle im ersten Obergeschoss ist mit Gipsabgüssen der 1431–1438 von Luca d’Andrea della Robbia geschaffenen Reliefs der Sängerkanzel im Dom zu Florenz geschmückt.
Das Lehrerwohnhaus wurde 1945 durch Kriegseinwirkungen zerstört. Nur drei Schuldirektoren kamen in den Genuss dieser Wohnung: Heinrich Brinker, Ulrike Scheidel und Helmut Grabsch.
2017–2025 wurde das Gebäude in der Germaniastraße saniert und der Unterricht in einem Ersatzbau in der Kurfürstenstraße in Mariendorf durchgeführt.

## Schulleiter
- 1895–1904: Toni Geest
- 1904–1910: Laura Hoffmann
- 1910–1932: Heinrich Otto Brinker (1867–1943)
- 1932–1934: Ulrike Scheidel (1886–1945)
- 1934–1944: Helmut Grabsch (1889–ca. 1968)
- 1952/1953:0Willi Bertram[8]
- ?–2015:000 Klaus Schäfer
- seit 2015:00Gerlind Fischer

## Bekannte Lehrer
- Fritz Karsen (1885–1951), Reformpädagoge (an der Schule 1918–1920)
- Margarete Kubicka (1891–1984), Künstlerin und Kunsterzieherin (an der Schule 1933–1956)
- Ulrike Scheidel (1886–1945), Lehrerin und Politikerin, (Direktorin der Schule 1932–1934)

## Bekannte Schüler
- Ruth Mattheis (1919–2010), Kinderärztin, Schulärztin und Gesundheitspolitikerin (an der Schule 1930–1939)
- Else Ackermann (1933–2019), Pharmakologin, Hochschullehrerin und Politikerin (an der Schule 1945–1947)
- Astrid-Sabine Busse (* 1957), Pädagogin und SPD-Politikerin (an der Schule 1969–1976)
- Florian Graf (* 1973), Politiker
- Lars Rauchfuß (* 1986), SPD-Politiker (an der Schule 1998–2004)
- Cynthia Micas (* 1990), Schauspielerin (an der Schule 2006–2009)